# Mirta Díaz-Balart
Mirta Francisca de la Caridad Díaz-Balart y Gutiérrez (La Habana, 30 de septiembre de 1928-Madrid, 6 de julio de 2024) fue la primera esposa de Fidel Castro. Era hija de América Gutiérrez y de Rafael José Díaz-Balart, un prominente político cubano antes de 1959 (ministro de Transporte 1952-1954 con Batista, alcalde de la ciudad de Banes).

## Biografía
Mirta estaba estudiando Filosofía en la Universidad de La Habana cuando conoció y se casó con el estudiante de Derecho Fidel Castro. Su hermano Rafael Lincoln Díaz-Balart, amigo de Fidel Castro, los presentó. Castro y Mirta se casaron el 11 de octubre de 1948. Ellos pasaron más de un mes de luna de miel en Nueva York y Miami. Pronto Mirta Díaz-Balart y Castro tuvieron un hijo, Fidelito, nacido en 1949. 
En 1956, Mirta Díaz-Balart se casó con Emilio Núñez Blanco, hijo de un exembajador cubano ante la ONU, Emilio Núñez Portuondo. La pareja vivía con sus hijos en La Habana.
Con la victoria de la guerrilla cubana, Mirta Díaz-Balart se trasladó con su familia a vivir a Madrid. Su hijo permaneció en Cuba durante muchos años, estudiando en Cuba y más tarde en la Unión Soviética. El Miami Herald afirmó en 2000 que ella todavía estaba viviendo en España, y que las ocasionales visitas a Cuba fueron organizadas por el propio Raúl Castro. En 2018, año de la muerte de Fidel hijo, Mirta Díaz-Balart seguía viviendo en España, a la edad de 90 años.
Mirta Díaz-Balart es tía del político anticastrista del Partido Republicano Mario Díaz-Balart, de su hermano Lincoln Díaz-Balart y del periodista de televisión José Díaz-Balart. Falleció en Madrid, España el 6 de julio de 2024.